# Angkor Tiger
Der Angkor Tiger Football Club (Khmer ក្លឹបបាល់ទាត់អង្គរថាយហ្គឺរា, Klœ̆b Băltoăt Ângkôr Thayhkœr) ist ein kambodschanischer Fußballverein aus Siem Reap. Aktuell spielt der Verein in der höchsten Liga des Landes, der Cambodian Premier League.

## Erfolge
- 2015, 2018 – Hun Sen Cup – 3. Platz

## Stadion

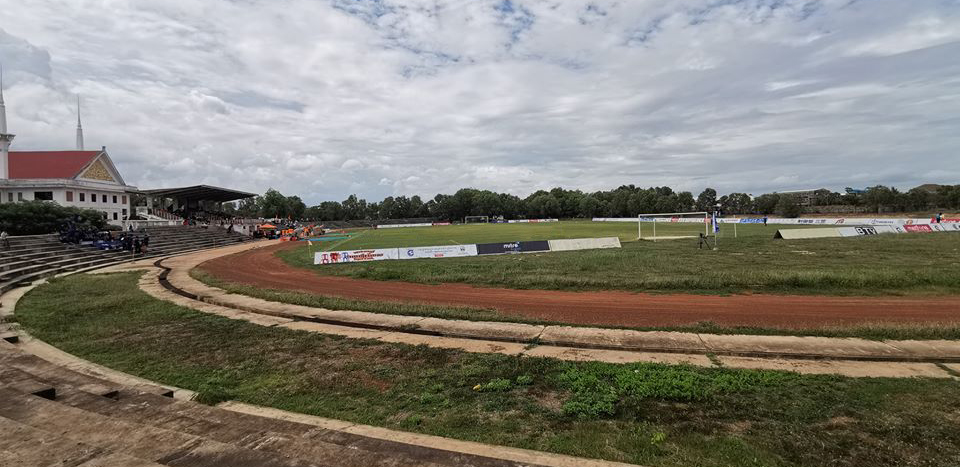
Svay Thom Stadium

Der Verein trägt seine Heimspiele im Svay Thom Stadium in Siem Reap aus. Das Stadion hat ein Fassungsvermögen von 5000 Zuschauern.
Koordinaten: 13° 21′ 35,6″ N, 103° 54′ 50,3″ O

## Spieler
Stand: 10. September 2023
| Nr. |             | Position | Name             |
| --- | ----------- | -------- | ---------------- |
| 1   | Kambodscha  | TW       | Mannjing Kheur   |
| 2   | Kambodscha  | MF       | Sophea Meng      |
| 3   | England     | AB       | Ben Nugent       |
| 4   | Kambodscha  | AB       | Vakhim Im        |
| 6   | Kambodscha  | MF       | Dimong Sophal    |
| 9   | Kambodscha  | ST       | Dauna Sovan      |
| 10  | Spanien     | ST       | Víctor Blasco    |
| 14  | Kambodscha  | MF       | Chandavid Pheap  |
| 15  | Japan       | MF       | Shodai Nishikawa |
| 18  | Kambodscha  | MF       | Rozak Sath       |
| 20  | Kambodscha  | MF       | Sosea Ly         |
| 21  | Philippinen | AB       | Pocholo Bugas    |
| 22  | Kambodscha  | TW       | Bunheng Yi       |

| Nr. |            | Position | Name             |
| --- | ---------- | -------- | ---------------- |
| 23  | Kambodscha | MF       | Nareak Chin      |
| 24  | Kambodscha | MF       | Pisey Rong       |
| 26  | Kambodscha | AB       | Sattya Moth      |
| 27  | Kambodscha | AB       | Chenmakara Nu    |
| 28  | Kambodscha | ST       | Vylik Norng      |
| 29  | Kambodscha | MF       | Sofan Sokry      |
| 30  | Kambodscha | ST       | Chea Savorn      |
| 31  | Kambodscha | TW       | Nat Non          |
| 48  | Kambodscha | AB       | Ouk Somoun       |
| 77  | Kambodscha | AB       | Ty Han           |
| 93  | Kanada     | ST       | Alessandro Riggi |
| 99  | Singapur   | AB       | Delwinder Singh  |
|     | England    | MF       | Trey Williams    |

## Trainer
| Name               | von               | bis               |
| ------------------ | ----------------- | ----------------- |
| Daisuke Yoshioka   | 2013              | 2015              |
| Masakazu Kihara    | 2015              | 2016              |
| Hok Sochivorn      | 2016              | 2017              |
| Kenichi Yatsuhashi | 1. Februar 2017   | 18. April 2017    |
| Oriol Mohedano     | 18. April 2017    | 30. November 2021 |
| Alistair Heath     | 13. Dezember 2021 | 1. September 2023 |
| Kota Miyagi        | 4. September 2023 |                   |

## Beste Torschützen seit 2015
| Saison | Name                               | Tore |
| ------ | ---------------------------------- | ---- |
| 2015   | Befolo Mbarga                      | 19   |
| 2016   | Tomoki Muramatsu                   | 15   |
| 2017   | N/A                                | N/A  |
| 2018   | Kazuteru Okamoto Joichiro Sugiyama | 8    |
| 2019   |                                    |      |
| 2020   | Tang Sopheak                       | 5    |

## Saisonplatzierung seit 2015
| Saison  | Liga                     | Level | Saisonplatzierung | Saisonplatzierung | Hun Sen Cup   |
| Saison  | Liga                     | Level | Reg. Saison       | PlayOff           | Hun Sen Cup   |
| ------- | ------------------------ | ----- | ----------------- | ----------------- | ------------- |
| 2015    | Cambodian League         | 1     | 3.                | 4.                | 3. Platz      |
| 2016    | Cambodian League         | 1     | 6.                | –                 | Viertelfinale |
| 2017    | Cambodian League         | 1     | 7.                | –                 | 2. Runde      |
| 2018    | Cambodian League         | 1     | 8.                |                   | Halbfinale    |
| 2019    | Cambodian League         | 1     | 5.                |                   | Viertelfinale |
| 2020    | Cambodian League         | 1     | 7.                |                   | Achtelfinale  |
| 2021    | Cambodian League         | 1     | 6.                | 6.                | Viertelfinale |
| 2022    | Cambodian League         | 1     | 7.                | –                 | Achtelfinale  |
| 2023/24 | Cambodian Premier League | 1     | 10.               | –                 | Achtelfinale  |
| 2024/25 | Cambodian Premier League | 1     | 5.                | –                 |               |